# Кинонаграда MTV Russia за лучшего кинозлодея
Кинонаграда MTV Russia за лучшего кинозлодея вручалась ежегодно каналом MTV Россия с 2006 по 2009 года.

## Список лауреатов и номинантов
★ Победители выделены цветом. 
| Год  | Церемония | Фотография лауреата    | Актёр / Актриса               | Фильм                   | Роль            |
| ---- | --------- | ---------------------- | ----------------------------- | ----------------------- | --------------- |
| 2006 | 1-я       |                        | ★ Виктор Вержбицкий           | «Дневной Дозор»         | Завулон         |
| 2006 | 1-я       | • Валерий Золотухин    | «Дневной Дозор»               | Геннадий Саушкин        |                 |
| 2006 | 1-я       | • Гоша Куценко         | «От 180 и выше»               | Алик                    |                 |
| 2006 | 1-я       | • Александр Лыков      | «Турецкий гамбит»             | Капитан Перепёлкин      |                 |
| 2006 | 1-я       | • Андрей Панин         | «Бой с тенью»                 | Валиев                  |                 |
| 2007 | 2-я       |                        | ★ Евгений Миронов             | «Охота на пиранью»      | Прохор Петрович |
| 2007 | 2-я       | • Алексей Горбунов     | «Меченосец»                   | Клим                    |                 |
| 2007 | 2-я       | • Александр Домогаров  | «Волкодав из рода Серых Псов» | «Людоед»                |                 |
| 2007 | 2-я       | • Евгения Крюкова      | «Ведьма»                      | Мэрил                   |                 |
| 2007 | 2-я       | • Андрей Мерзликин     | «Бумер. Фильм второй»         | Димон «Ошпаренный»      |                 |
| 2008 | 3-я       |                        | ★ Андрей Панин                | «Бой с тенью 2: Реванш» | Валиев          |
| 2008 | 3-я       | • Фёдор Бондарчук      | «Тиски»                       | Игорь Вернер            |                 |
| 2008 | 3-я       | • Сергей Гармаш        | «18-14»                       | Константин Сазонов      |                 |
| 2008 | 3-я       | • Рената Литвинова     | «Жестокость»                  | Зоя Вяткина             |                 |
| 2008 | 3-я       | • Алексей Полуян       | «Груз 200»                    | Капитан Журов           |                 |
| 2009 | 4-я       |                        | ★ Евгения Хиривская           | «Стиляги»               | Комсомолка Катя |
| 2009 | 4-я       | • Станислав Бондаренко | «Стритрейсеры»                | Докер                   |                 |
| 2009 | 4-я       | • Владимир Машков      | «Домовой»                     | Домовой                 |                 |
| 2009 | 4-я       | • Артём Ткаченко       | «Индиго»                      | Павел Сошин             |                 |
| 2009 | 4-я       | • Ральф Шиха           | «Мы из будущего»              | Курт Бонхоф             |                 |